# Tergipes tergipes
Tergipes tergipes är en snäckart som först beskrevs av Forskål 1775.  Tergipes tergipes ingår i släktet Tergipes och familjen Tergipedidae. Inga underarter finns listade i Catalogue of Life.